# 舞姬 (芭蕾舞劇)
《舞姬》（俄语：«Баядерк»），是由莱昂·明库斯（Leon Minkus）作曲，俄籍法裔編舞家莫里斯·珀蒂帕（Marius Petipa）（於1818年~1910年之間）所排演四幕七場的大型芭蕾舞劇。首演於俄羅斯聖彼得堡（於1877年）
《舞姬》
劇作描述神廟舞姬 Nikiya 與印度勇士Solor之間的階級之愛。除了刻畫印度宮廷華麗的樂舞景象，同時也保有浪漫芭蕾時期的白色芭蕾場景，傳遞愛情、神秘、命運、復仇與正義，是古典芭蕾傳世經典之作。